# Wereldbeker voetbal 1988
De Wereldbeker van 1988 werd gespeeld tussen de Nederlandse voetbalclub PSV en de Uruguayaanse club Nacional.
Nacional mocht meedoen omdat ze in 1988 de Copa Libertadores hadden gewonnen door in de finale Newell's Old Boys te verslaan. PSV mocht meedoen omdat ze in de finale van de Europacup I Benfica hadden verslagen.

## Wedstrijddetails
|                  |                                                                                   |              |                                                                           |                                                                                             |
| 11 december 1988 | Nacional                                                                          | 2 – 2 (n.v.) | PSV                                                                       | Olympisch Stadion, Tokio Toeschouwers: 62.000 Scheidsrechter: Jesús Díaz Palacio (Colombia) |
| 11 december 1988 | Ostolaza 7', 119'                                                                 | Verslag      | 75' Romário 110' (pen.) Koeman                                            | Olympisch Stadion, Tokio Toeschouwers: 62.000 Scheidsrechter: Jesús Díaz Palacio (Colombia) |
| 11 december 1988 | Strafschoppen                                                                     |              |                                                                           | Olympisch Stadion, Tokio Toeschouwers: 62.000 Scheidsrechter: Jesús Díaz Palacio (Colombia) |
| 11 december 1988 | Lemos Carreño Morán Castro De León De Lima Revelez Pintos Saldanha Ostolaza Gómez | 7 - 6        | Koeman Kieft Gillhaus Romário Lerby Ellerman Valckx Gerets Koot Van Aerle | Olympisch Stadion, Tokio Toeschouwers: 62.000 Scheidsrechter: Jesús Díaz Palacio (Colombia) |

| Nacional | PSV |

| Nacional:       |    |                      |            |
|                 |    |                      |            |
| GK              | 1  | Jorge Seré           |            |
| DF              | 2  | Julio César Gómez    |            |
| DF              | 3  | Hugo de León         |            |
| DF              | 4  | Felipe Revelez       | Kreeg geel |
| DF              | 5  | José Pintos Saldanha | Kreeg geel |
| MF              | 6  | Santiago Ostolaza    |            |
| MF              | 8  | Yubert Lemos         |            |
| MF              | 10 | Jorge Cardaccio      | 113'       |
| FW              | 7  | Ernesto Vargas       | 71'        |
| FW              | 9  | Juan Carlos de Lima  |            |
| FW              | 11 | William Castro       | Kreeg geel |
| Wisselspelers:  |    |                      |            |
| MF              | 14 | Héctor Morán         | 71'        |
| FW              | 15 | Daniel Carreño       | 113'       |
| Coach:          |    |                      |            |
| Roberto Fleitas |    |                      |            |

| PSV:           |    |                    |            |
|                |    |                    |            |
| GK             | 1  | Hans van Breukelen |            |
| DF             | 2  | Eric Gerets        |            |
| DF             | 3  | Ronald Koeman      | Kreeg geel |
| DF             | 4  | Adick Koot         |            |
| DF             | 5  | Jan Heintze        | 73'        |
| CM             | 6  | Berry van Aerle    |            |
| CM             | 7  | Søren Lerby        | Kreeg geel |
| CM             | 8  | Gerald Vanenburg   | 90'        |
| RF             | 9  | Romário            |            |
| CF             | 10 | Wim Kieft          |            |
| LF             | 11 | Juul Ellerman      | Kreeg geel |
| Wisselspelers: |    |                    |            |
| FW             | 12 | Hans Gillhaus      | 73'        |
| DF             | 15 | Stan Valckx        | 90'        |
| Coach:         |    |                    |            |
| Guus Hiddink   |    |                    |            |

| Winnaar Wereldbeker voetbal 1988  | Winnaar Toyota Cup 1988 |
| --------------------------------- | ----------------------- |
|                                   |                         |
| Nacional                          |                         |
| 3e titel (3e keer wereldkampioen) | 2e titel                |

1960 · 1961 · 1962 · 1963 · 1964 · 1965 · 1966 · 1967 · 1968 · 1969 · 1970 · 1971 · 1972 · 1973 · 1974 · 1975 · 1976 · 1977 · 1978 · 1979 · 1980 · 1981 · 1982 · 1983 · 1984 · 1985 · 1986 · 1987 · 1988 · 1989 · 1990 · 1991 · 1992 · 1993 · 1994 · 1995 · 1996 · 1997 · 1998 · 1999 · 2000 · 2001 · 2002 · 2003 · 2004